# Quercus fulva
Quercus fulva és una espècie de roure que pertany a la família de les fagàcies i està dins de la secció dels roures vermells.
És endèmic a Mèxic, als estats de Sinaloa, Nayarit, Durango, Chihuahua i creix entre els 1.800 als 2.900 m.

## Descripció
Quercus fulva és un arbust o petit arbre caducifoli que creix fins als 8-15 m. El tronc fa entre 0,2 a 0,4 m de diàmetre. L'escorça és estriada i grisa. Les branquetes de 3-4 mm de diàmetre, densament tomentoses i grogues durant diversos anys. Els brots són ovoides, punta, pubescents, de 2-5 mm de llarg. Les estípules de vegades persistents al voltant de les gemmes terminals. Les fulles fan 8-14 per 3-9 cm, àmpliament el·líptiques a oboval o suborbiculars en forma de ventall. L'àpex amplament arrodonit a subagut, aristat, base arrodonida o cordada; marge revolut, les dents sencers o, de vegades amb 1-4 parells o aristats a prop de l'àpex, verd clar grisenc per sobre, glabres excepte pèls a la base del nervi central, amb venes impressionat, a sota llanós i de color groguenc vermellós, amb pèls glandulars coberts amb una pubescència densa feta de tricomes sèssils, raigs 15-20, venes prominents per sota, visibles malgrat els pèls, al desplegar, ambdues superfícies són vermelloses; epidermis buliforme, 6-10 parells de vena, pecíol tomentós, 1-2 cm de llarg. Les flors pistilades 1-3 a la punta d'un curt, peduncle gruixut, tomentoses flors. Les glans fan 8-12 mm, ovoides o subglobosos, un o uns quants junts, en 1-1,5 cm tija. La cúpula està tancada en 1/3 i la cúpula és poc profunda, amb la vora enrotllada i escates pubescents. Les glans maduren al cap de 2 anys.